# 不定柄锚参
不定柄锚参（学名：Oestergrenia incerta）为锚参科柄锚参属的动物。分布于印度尼西亚以及中国大陆的广东到北部湾沿岸、海南岛等地，多生活于水深20-100米的泥或泥沙底。该物种的模式产地在印度尼西亚。